# The All-New Scooby and Scrappy-Doo Show
The All-New Scooby and Scrappy-Doo Show (ook bekend als The New Scooby and Scrappy-Doo Show) is een Amerikaanse animatieserie en de zesde incarnatie van de Hanna-Barbera-productie Scooby-Doo. De serie ging in première op 10 september 1983 op ABC.
De serie bestond uit 26 afleveringen van 30 minuten. Elke aflevering was opgesplitst in twee subafleveringen van elk 11 minuten.
In 1984 werd de naam van de serie veranderd naar The New Scooby-Doo Mysteries.

## Overzicht
In deze serie probeerde Hanna-Barbera de beste elementen uit de originele serie (Scooby-Doo, Where Are You!) en de nieuwere Scooby-Doo and Scrappy-Doo serie te combineren. Daphne Blake, een personage uit de originele serie, werd weer toegevoegd aan de cast na vier jaar afwezigheid. Zij nam de rol van Fred over als teamleider.
Elke aflevering draaide om Daphne, Shaggy Rogers, Scooby-Doo, en Scrappy-Doo die als journalisten voor een tienertijdschrift bovennatuurlijke mysteries oplosten. Fred en Velma, de andere twee vaste personages uit de originele serie, hadden een paar gastoptredens in het tweede seizoen van deze serie.

## Afleveringen

### Seizoen 1 (The All-New Scooby and Scrappy-Doo Show)
| #         | Titel                                                       | Uitzenddatum VS    |
| --------- | ----------------------------------------------------------- | ------------------ |
| 1.1 1.2   | "Scooby the Barbarian" "No Sharking Zone"                   | 10 september, 1983 |
| 1.3 1.4   | "Scoobygeist" "The Quakmire Quake Caper"                    | 10 september, 1983 |
| 1.5 1.6   | "The Hound of the Scoobyvilles" "The Dinosaur Deception"    | 17 september, 1983 |
| 1.7 1.8   | "The Creature from the Chem Lab" "No Thanks Masked Manx"    | 17 september, 1983 |
| 1.9 1.10  | "Scooby of the Jungle" "Scooby-Doo and Cyclops, Too"        | 24 september, 1983 |
| 1.11 1.12 | "Scooby-Roo" "Scooby's Gold Medal Gambit"                   | 1 oktober, 1983    |
| 1.13 1.14 | "Wizards and Warlocks" "Scoobsie 8"                         | 8 oktober, 1983    |
| 1.15 1.16 | "The Mark of Scooby" "Crazy Carnival Caper"                 | 15 oktober, 1983   |
| 1.17 1.18 | "Scooby and the Minotaur" "Scooby Pinch Hits"               | 29 oktober, 1983   |
| 1.19 1.20 | "The Fall Dog" "The Scooby Coupe"                           | 5 november, 1983   |
| 1.21 1.22 | "Who's Minding the Monster?" "Scooby a La Mode"             | 26 november, 1983  |
| 1.23 1.24 | "Where's Scooby Doo?", Part 1 "Where's Scooby-Doo?", Part 2 | 3 december, 1983   |
| 1.25 1.26 | "Wedding Bell Boos", Part 1 "Wedding Bell Boos", Part 2     | 10 december, 1983  |

### Seizoen 2 (The New Scooby-Doo Mysteries)
| #         | Titel                                                                                     | Uitzenddatum VS    |
| --------- | ----------------------------------------------------------------------------------------- | ------------------ |
| 2.1 2.2   | "Happy Birthday, Scooby-Doo", Part 1 1 "Happy Birthday, Scooby-Doo", Part 2 1             | 8 september, 1984  |
| 2.3 2.4   | "The Hand of Horror" "Scooby's Peephole Pandemonium"                                      | 15 september, 1984 |
| 2.5 2.6   | "Scoo-Be or Not Scoo-Be?" "The Stoney Glare Scare"                                        | 22 september, 1984 |
| 2.7 2.8   | "Mission Un-Doo-Able" "The Bee Team"                                                      | 29 september, 1984 |
| 2.9 2.10  | "Doom Service" "A Code in the Nose"                                                       | 6 oktober, 1984    |
| 2.11 2.12 | "Ghosts of the Ancient Astronauts", Part 1 1 "Ghosts of the Ancient Astronauts", Part 2 1 | 13 oktober, 1984   |
| 2.13 2.14 | "South Pole Vault" "The Night of the Living Toys"                                         | 20 oktober, 1984   |
| 2.15      | "A Halloween Hassle at Dracula's Castle", 1                                               | 27 oktober, 1984   |
| 2.16 2.17 | "A Night Louse at the White House", Part 1 3 "A Night Louse at the White House", Part 2 3 | 3 november, 1984   |
| 2.18 2.19 | "Showboat Scooby" "The 'Dooby Dooby Doo' Ado"                                             | 10 november, 1984  |
| 2.20 2.21 | "Sherlock Doo", Part 1 2 "Sherlock Doo", Part 2 2                                         | 17 november, 1984  |
| 2.22 2.23 | "A Scary Duel With a Cartoon Ghoul" "E*I*E*I*O"                                           | 24 november, 1984  |
| 2.24 2.25 | "The Nutcracker Scoob", Part 1 2 "The Nutcracker Scoob", Part 2 2                         | 2 december, 1984   |

1 In deze afleveringen deden Fred en Velma mee.
2 In deze afleveringen deed alleen Fred mee.
3 In deze afleveringen deed alleen Velma mee.

## Cast
- Don Messick – Scooby-Doo / Scrappy-Doo
- Casey Kasem – Shaggy
- Heather North – Daphne
- Marla Frumkin – Velma
- Frank Welker – Fred